# تاباتا کش
تاباتا کش (فرانسوی: Tabatha Cash‎؛ زاده ۲۷ دسامبر ۱۹۷۳) یک بازیگر پورنوگرافی اهل فرانسه است.